# 西南政法大学
29°39′51″N 106°35′21″E / 29.66417°N 106.58917°E
西南政法大学，是中國一所以法学为主，法学、经济学、管理学、文学、工学、哲学等学科协调发展的多科性大学，是1949年后最早建立的高等政法学府之一，改革开放后国务院确定的全国首批重点大学，同时是重庆市属第一所也是唯一一所教育部和重庆市共建高校。国家首批卓越法律人才教育培养基地，来华留学生中国政府奖学金委托培养院校，中西部高校基础能力建设工程高校。西南政法大学被誉为中国法学界的“黄埔军校”。

## 历史
1950年，西南人民革命大学（校长为刘伯承，2010年党委全委会重新审定建校时间为1950年）。1953年，以西南人民革命大学为基础，合并重庆大学、四川大学、贵州大学、云南大学、重庆财经学院的法律院（系），成立西南政法学院（首任院长：原东北抗日联军第二路军总指挥周保中将军）。“文革”期间停办。1977年5月学校经中央批准恢复招生。1978年2月28日经国务院批准为全国重点大学，是当时中华人民共和国司法部部属政法院校中唯一的重点大学。1995年，更名为西南政法大学。2000年，由司法部直属划转重庆市人民政府管理，实行中央与地方共建，以地方为主的管理模式。2003年9月1日，设立法学博士点。2008年成为教育部、重庆市重点建设的高校。2012年成为教育部和重庆市人民政府共建高校。2017年，入选重庆市一流学科建设高校。2018年，设立新闻传播学科博士点。2021年，设立国家安全学博士点。
经过60余年来的建设，西南政法大学已经形成了从本科教育到硕士研究生和博士研究生教育，从继续教育到留学生教育等多层次、多类型的人才培养格局；法学、经济学、管理学、文学、工学、哲学等多学科协调发展，在法学教育方面，成为全国公认的规模最大、学科体系齐全，教学科研力量雄厚，社会贡献突出，在全国法律界有良好影响的高级法律人才培养基地。

## 教学科研机构设置

### 教学机构
- 民商法学院（知识产权学院）
- 经济法学院（生态法学院）
- 法学院
- 行政法学院（纪检监察学院）
- 国际法学院
- 人工智能法学院（应用法学院）
- 刑事侦查学院
- 国家安全学院
- 商学院（监察审计学院）
- 经济学院
- 马克思主义学院
- 政治与公共管理学院
- 新闻传播学院（融媒体学院）
- 外语学院
- 人权学院
- 国际教育学院
- 继续教育学院
- 体育部

### 科研机构
- 金融法治研究院
- 数字法治政府研究院
- 人权研究院
- 党内法规研究中心
- 立法研究院（地方立法协同创新中心）
- 知识产权研究院（知识产权保护协同创新中心）
- 智能司法研究院（智能司法研究协同创新中心）
- 中国—东盟法律研究中心
- 西部陆海新通道法治研究院
- 总体国家安全观研究院
- 习近平法治思想研究院（全面依法治国研究院）
- 国家毒品问题治理研究中心（毒品犯罪与对策研究中心）
- 比较刑事法学研究院
- 刑事辩护高等研究院
- 科学技术法学研究院
- 城市治理与发展研究院
- 低空经济研究院
- 卫生健康法治与社会发展研究院
- 仲裁研究院（仲裁学院）
- 军事法研究院
- 北京研究院
- 粤港澳大湾区研究院
- 长三角研究院
- 辅导员教研中心
- 高等研究院
- 司法鉴定中心
- 期刊社

### 其他机构
- 教育信息技术中心 （网络安全和信息化领导小组办公室）
- 图书馆

## 发展现状

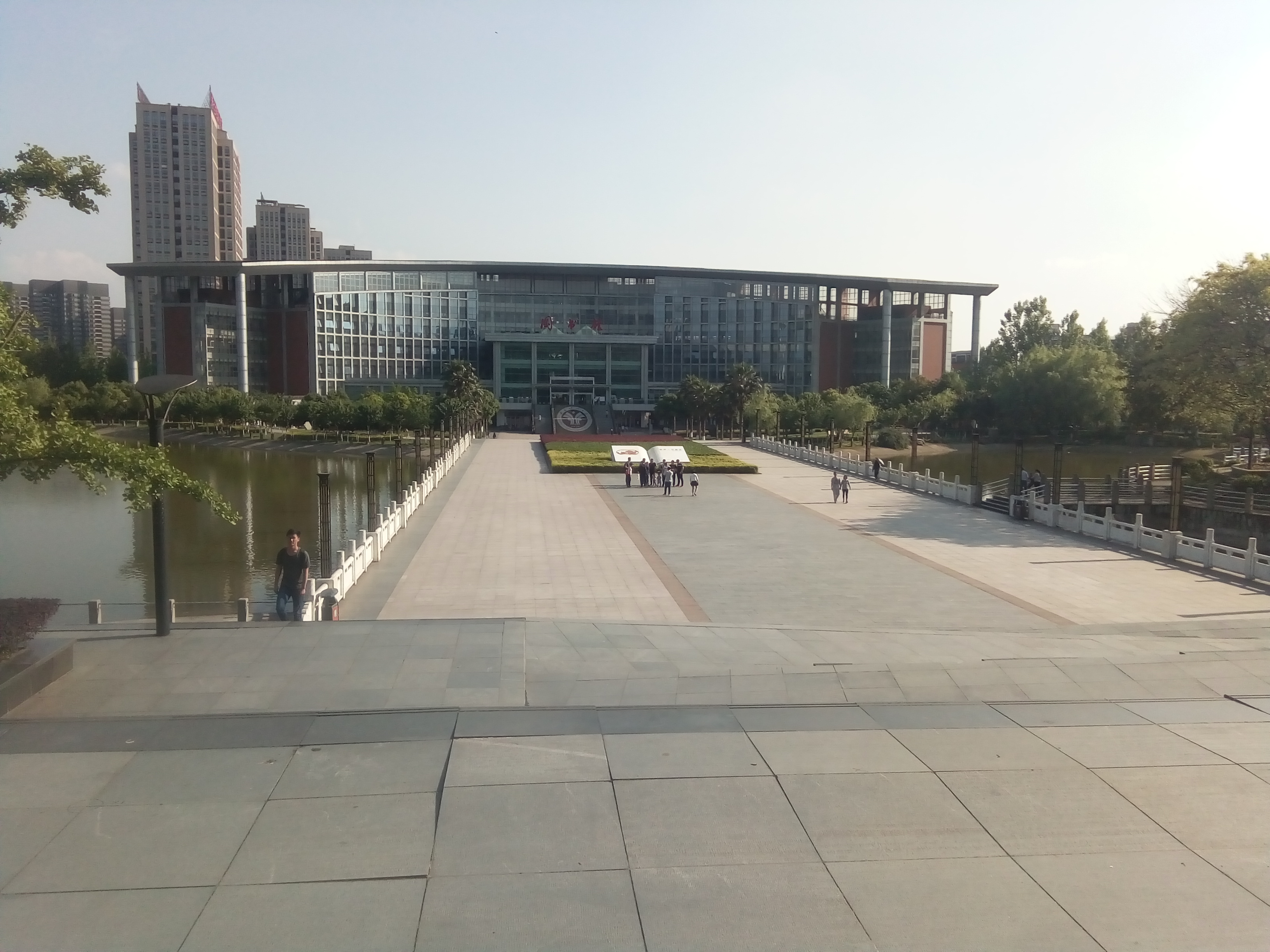
西政图书馆

现有渝北校区、沙坪坝校区和宝圣湖校区三个校区，占地总面积3,136.17亩，全日制研究生5,159人，普通本专科生18,591人。有20个本科专业、37个二级学科硕士学位授权点和4个硕士专业学位授权点、10个二级学科博士学位授权点，是全国首批法学一级学科博士学位授权单位和全国首批法律硕士专业学位授权单位。有经济法学科和诉讼法学科2个国家级重点学科；哲学、应用经济学、法学、政治学、新闻传播学、公共管理以及工商管理等7个省部级重点学科。拥有一个法学博士后科研流动站，6个省部级人文社科重点研究基地。在教育部对全国数百所高校的法学一级学科评估中，西南政法大学法学学科排名全国第五；在中国管理科学院科学研究所主持的大学研究生院二级学科评价中，西南政法大学经济法学科在全国同类学科排名第一。目前西南政法大学已经布局2020年，力争在2020年之前入选国内双一流大学。

## 师资队伍
现有教职工1,421人，其中专任教师1,157人；教授206人，副教授411人。具有高级专业技术职务教师占到师资队伍总数的58%。国家级教学名师1人，“新世纪百千万人才工程”国家级人选2人，“全国十大杰出青年法学家”获奖者2人，国家级有突出贡献的中青年专家1人，全国师德先进个人2人，获得国务院政府津贴人员19人，教育部“新世纪优秀人才支持计划”入选者7人。

## 人才培养
第十八届中央委员会委员、中央纪律检查委员会委员和中央委员会候补委员8人，大法官、大检察官27人，省部级领导干部47人。在《当代中国法学名家》首批收录的176名法学名家中，该校教授和校友有32名；在50名“全国十大杰出中青年法学家”中，18位学子入选。近年来，还涌现出了“全国公安系统一级英雄模范”芦振龙烈士、“全国模范检察官”刘邦闹等一批优秀校友。2006年初，中国校友会网发布我国首个反映1952年以来中国高校杰出人才培养状况的调查报告，并依此推出了“中国高校杰出校友榜”，该校以法学人才培养方面的杰出表现，夺得“青年法学家校友榜”第一名，该校学子在实务界、理论界的突出业绩，成为业界公认的“西政现象”。此外，中国校友会网权威发布，在2011年“杰出人文社会科学家”排行榜中，该校以校友和教师数量众多排名全国高校前10位。全国各高等院校法律院（系）中，均有该校毕业生执掌教鞭，该校也因此被誉为“中国法学师资的培养基地”。

## 历任校长
- 刘伯承（1950-1953）
- 周保中（1953.8-1954.10）
- 胡光（1954.10-1959.4、1964.6-1978.5、1979.11-1983.11）
- 赵苍璧（1959.4-1964.6）
- 苏明德（1978.5-1979.11）
- 杨炳勋（1983.11-1985.8）
- 种明钊（1991.5-1997.8）
- 田平安（1997.8-2002.4）
- 龙宗智（2002.4-2006.10）
- 陈彬（2006.10-2009.8）[3]
- 付子堂（2009.8-2023.10）
- 林维（2023.10-现任）